# 红肉牛奶菜
红肉牛奶菜（学名：Marsdenia carnea）是夹竹桃科牛奶菜属的植物，是中国的特有植物。分布于中国大陆的四川等地，生长于海拔1,770米的地区，多生长于山坡向阳处，目前尚未由人工引种栽培。

## 异名
- Marsdenia carnea Woods.
- Marsdenia xuanenensis Z. E. Zhao et Y. M. Wang